# Harald Emanuelsson
Nils Harald Emanuelsson, född 18 maj 1918 i Munkfors, död 26 februari 1988 i Vasa församling i Göteborg som Nils Harald Fröby, var en svensk skådespelare.
Emanuelsson kom till Stockholm 1939 för teaterstudier hos Karin Alexandersson. Han var därefter verksam hos bland andra Karl Gerhard och Kar de Mumma. Han lämnade skådespelaryrket i mitten av 1950-talet och arbetade därefter på Europafilms lager. Han lämnade Stockholm för Göteborg under början av 1980-talet.
Han är gravsatt i minneslunden på Kvibergs kyrkogård.

## Filmografi
- 1940 – Romans
- 1941 – Så tuktas en äkta man
- 1942 – I gult och blått
- 1942 – Kvinnan tar befälet
- 1943 – Anna Lans
- 1943 – Flickan är ett fynd
- 1943 – När ungdomen vaknar
- 1944 – Vår Herre luggar Johansson
- 1944 – Stopp! Tänk på något annat
- 1945 – Fram för lilla Märta
- 1945 – Sextetten Karlsson
- 1945 – Gomorron Bill!
- 1946 – 91:an Karlsson. "Hela Sveriges lilla beväringsman"
- 1947 – Folket i Simlångsdalen
- 1947 – 91:an Karlssons permis
- 1947 – Sången om Stockholm
- 1948 – Janne Vängman på nya äventyr
- 1948 – Lilla Märta kommer tillbaka
- 1949 – Janne Vängman på nya äventyr
- 1952 – Åsa-Nisse på nya äventyr
- 1952 – Janne Vängman i farten
- 1952 – Kalle Karlsson från Jularbo
- 1953 – Flickan från Backafall
- 1953 – Folket i fält
- 1953 – Ursula – flickan i finnskogarna
- 1955 – Stampen
- 1955 – Janne Vängman och den stora kometen

## Teater

### Roller
| År   | Roll        | Produktion                                 | Regi            | Teater                        |
| ---- | ----------- | ------------------------------------------ | --------------- | ----------------------------- |
| 1944 | Medverkande | Och han skämtar för dig, revy Kar de Mumma | Leif Amble-Næss | Blancheteatern                |
| 1952 | Medverkande | Kyss mej Katie Karl Gerhard                | Per Gerhard     | Chinateatern                  |
| 1953 | Karl-Johan  | Skärgårdsflirt Gideon Wahlberg             | Gösta Jonsson   | Vanadislundens friluftsteater |